# Eriauchenius
Eriauchenius — род аранеоморфных пауков из семейства Archaeidae. Передняя часть головогруди, заметно возвышающаяся над задней, перешнурована на две части, соединённые стебельком — «шеей» (англ. neck). На верхней части — «голове» (англ. head) — находятся глаза и хелицеры с сильно увеличенным первым члеником. Как и другие представители семейства Archaeidae, Eriauchenius охотятся на других пауков.

## Таксономия
В настоящее время к роду относят 19 видов, 18 из которых обитает на острове Мадагаскар:
- Eriauchenius ambre Wood, 2008
- Eriauchenius anabohazo Wood, 2008
- Eriauchenius borimontsina Wood, 2008
- Eriauchenius bourgini (Millot, 1948)
- Eriauchenius cornutus (Lotz, 2003) — Южная Африка
- Eriauchenius gracilicollis (Millot, 1948)
- Eriauchenius griswoldi Wood, 2008
- Eriauchenius halambohitra Wood, 2008
- Eriauchenius jeanneli (Millot, 1948)
- Eriauchenius lavatenda Wood, 2008
- Eriauchenius legendrei (Platnick, 1991)
- Eriauchenius namoroka Wood, 2008
- Eriauchenius pauliani (Legendre, 1970)
- Eriauchenius ratsirarsoni (Lotz, 2003)
- Eriauchenius spiceri Wood, 2008
- Eriauchenius tsingyensis (Lotz, 2003)
- Eriauchenius vadoni (Millot, 1948)
- Eriauchenius voronakely Wood, 2008
- Eriauchenius workmani O. P.-Cambridge, 1881typus